# Rio de le Becarie

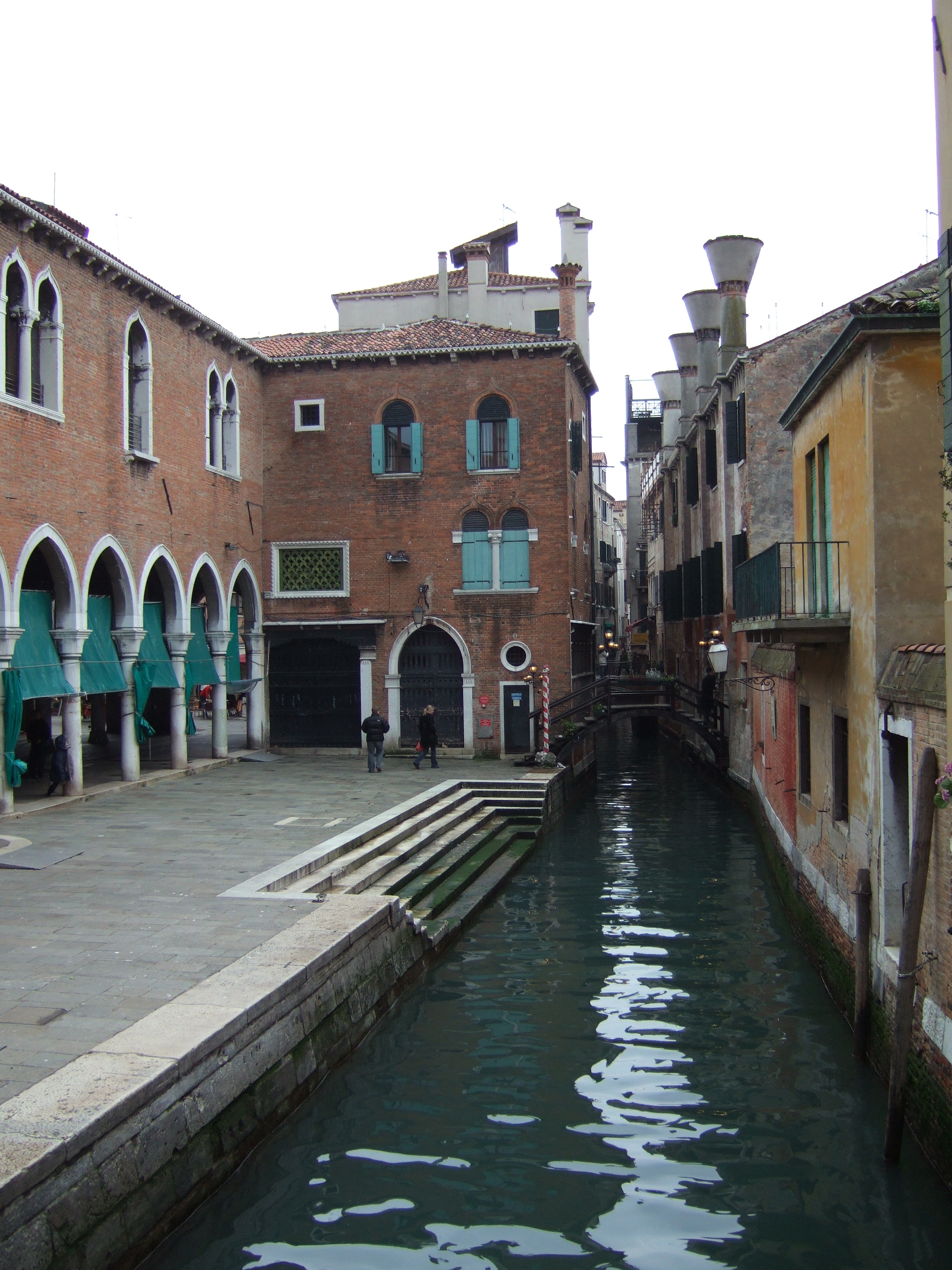
Le rio, vue du Fondamenta de la Pescaria

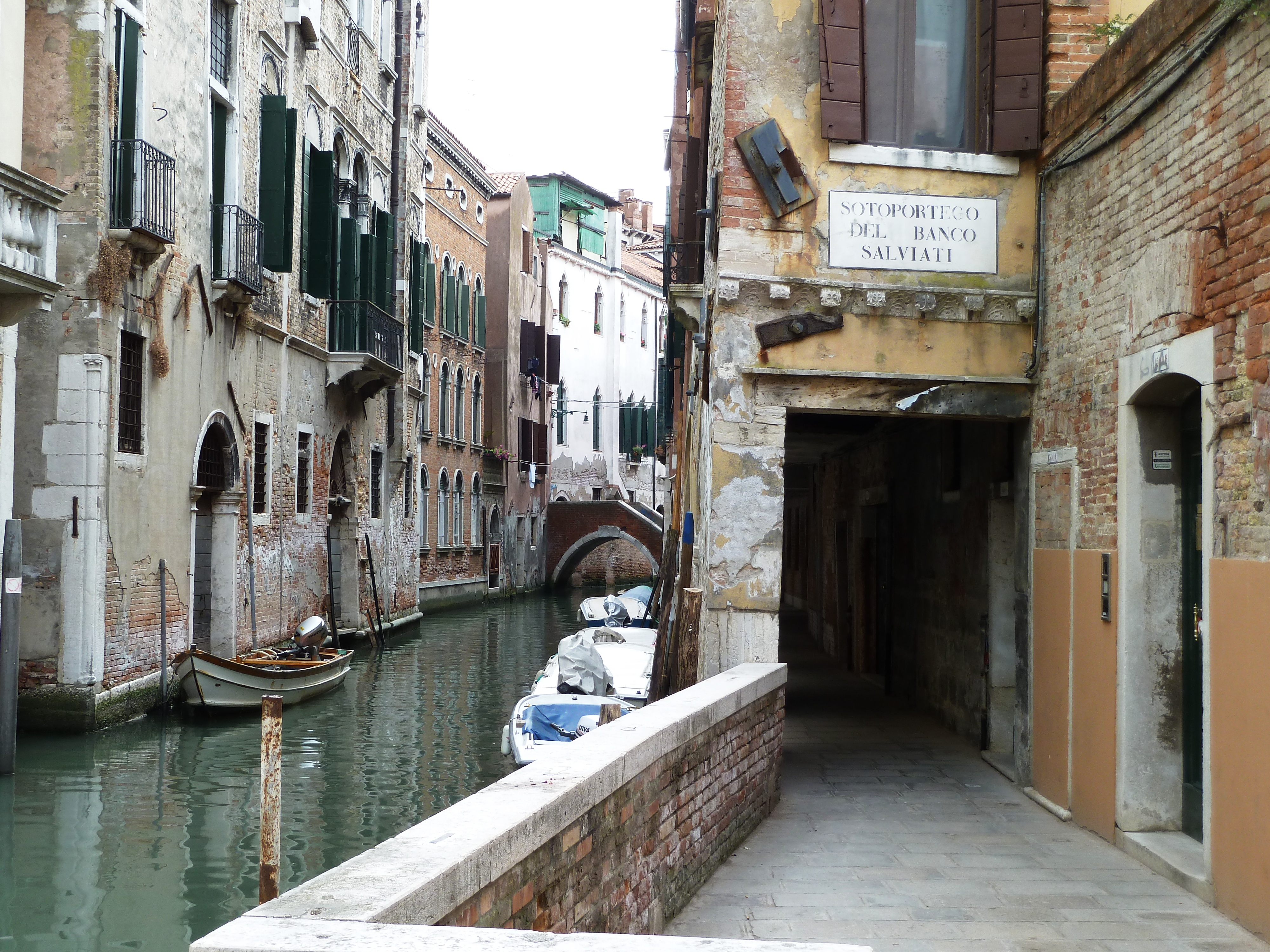
Le sotoportego del Banco Salviati

Le rio delle Beccarie (en vénitien rio de le Becarie; canal des boucheries) est un canal de Venise dans le sestiere de San Polo. Il est aussi appelé rio de la Pescheria (ou Pescaria; canal de la Poissonnerie).

## Description
Le rio de le Becarie a une longueur d'environ 255 mètres. Il prolonge le rio San Aponal en sens nord-est vers son embouchure dans le Grand Canal.

## Origine
Ce canal fut appelé  au XIIe siècle rio Magadesso, d'après la famille Magadesia ou d'Arbore, et au XIVe siècle rio di Ca' Bellegno, d'après une famille éponyme. Les boucheries publiques, installées à cet endroit en 1339 donneront finalement le nom au rio.

### Beccarie
À cet endroit se trouvait au XIVe siècle la Ca' Mazor ou Ca' Grande appartenant aux Querini. Ceux-ci étant impliqués dans la conjuration Bajamonte Tiepolo de 1310, leurs biens furent confisqués par l'État, qui y installa en 1339 les beccherie (boucheries) publiques du Rialto en face de l'église San Giovanni Elemosinario où se trouvait la Drapperia, d'où le nom de Stallone donné au bâtiment.
Depuis des temps anciens, les Vénitiens établirent un bureau de trois nobles, appelé Sopra le Beccarie e pubblici Macelli dont des résolutions écrites sont disponibles dès 1249. En 1545, une sévérité extraordinaire imposée par le roi romain sur l'extraction du bétail causa une grande famine. Le Sénat a alors décrété que deux individus de leur propre corps soient élus avec le titre de Provveditori sopra le Beccarie, puis en 1678 un troisième
La confrérie pieuse des beccai se forma sous le patronat de San Matteo à l'église San Matteo di Rialto, dont sous Eugène IV ils pouvaient élire le curé. 
Le bâtiment moderne en style néogothique de la Pescaria ne fut construit qu'en 1907 sur projet de Cesare Laurenti et Domenico Rupolo.

## Situation

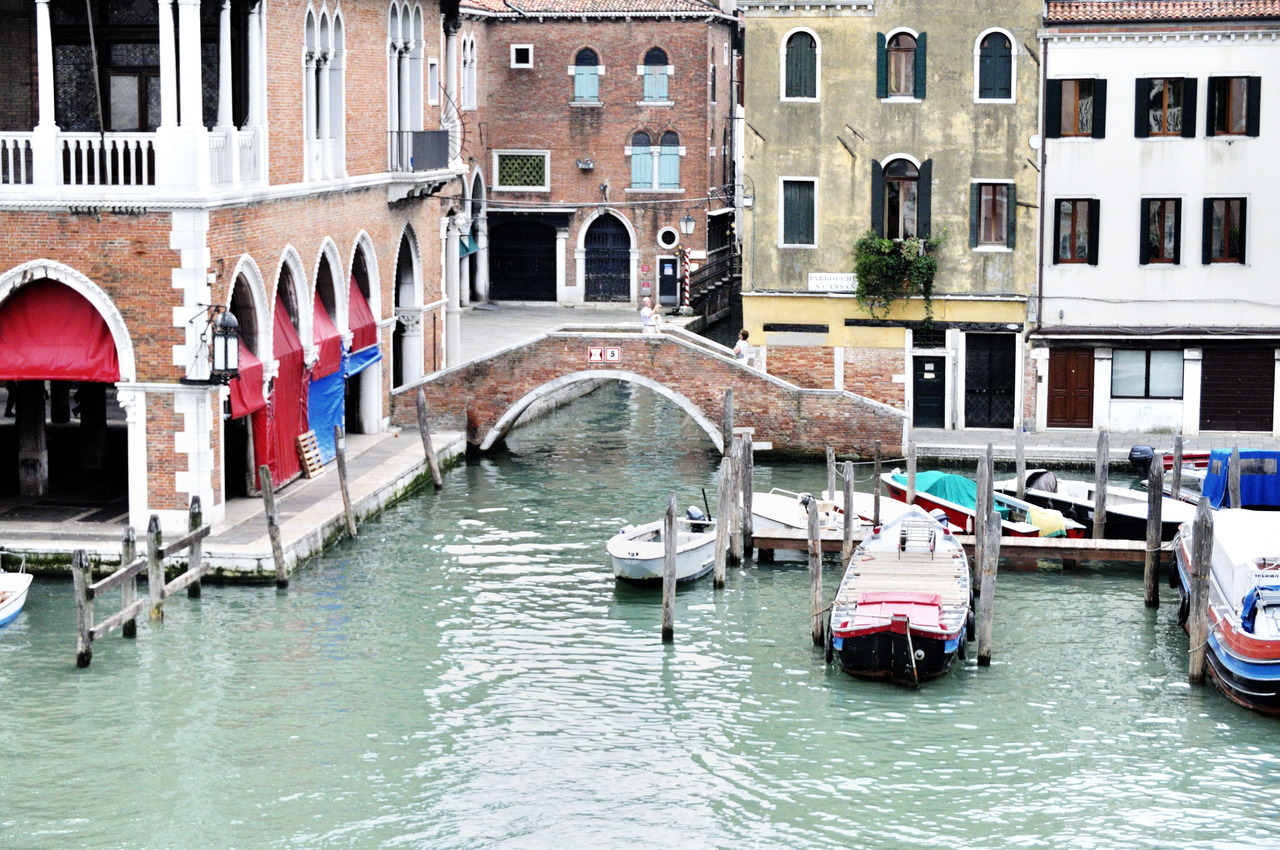
Abouchement sur le Grand Canal le long de la Pescaria
quai longeant la Pescaria
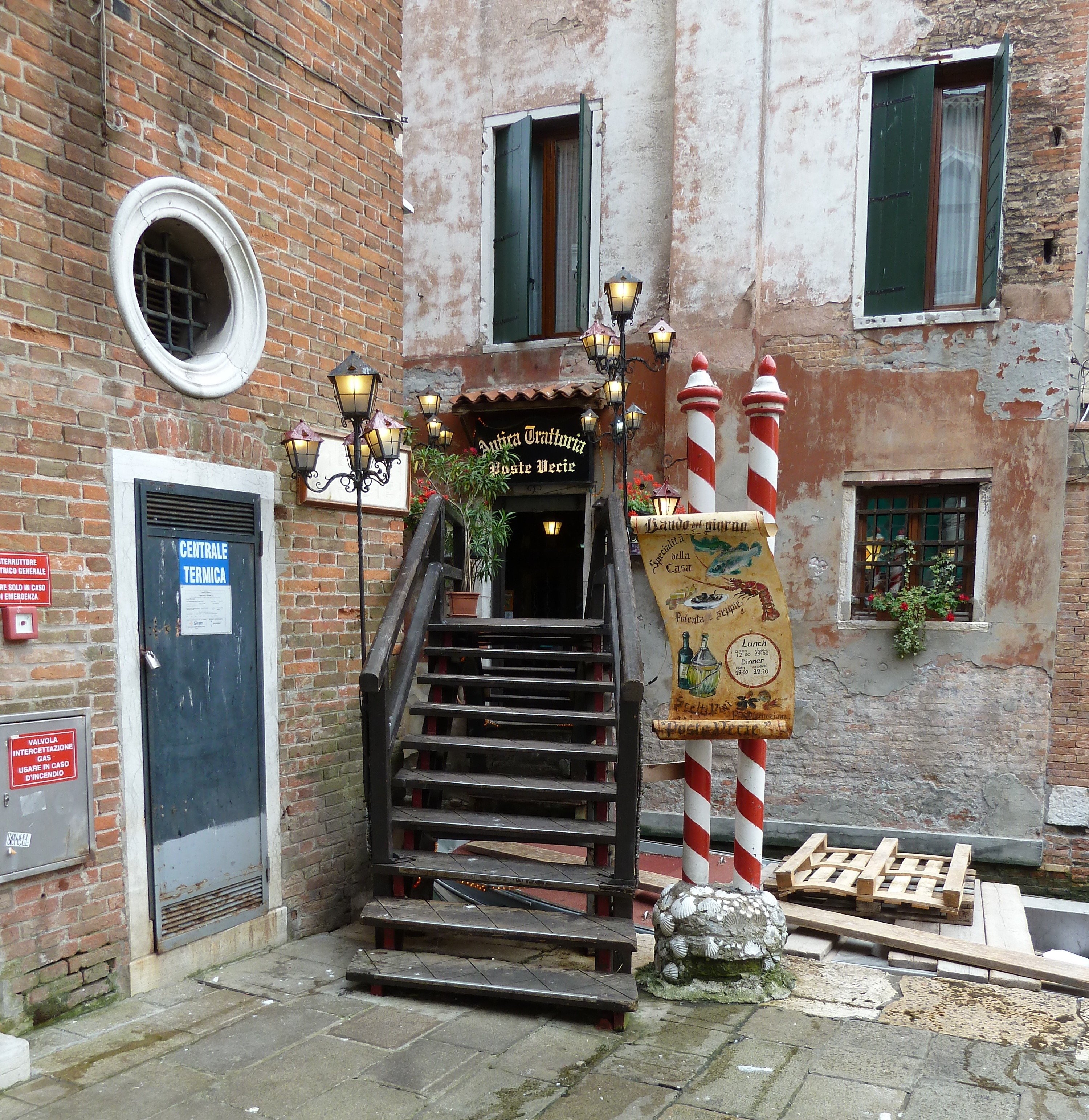
Les poste Vecie
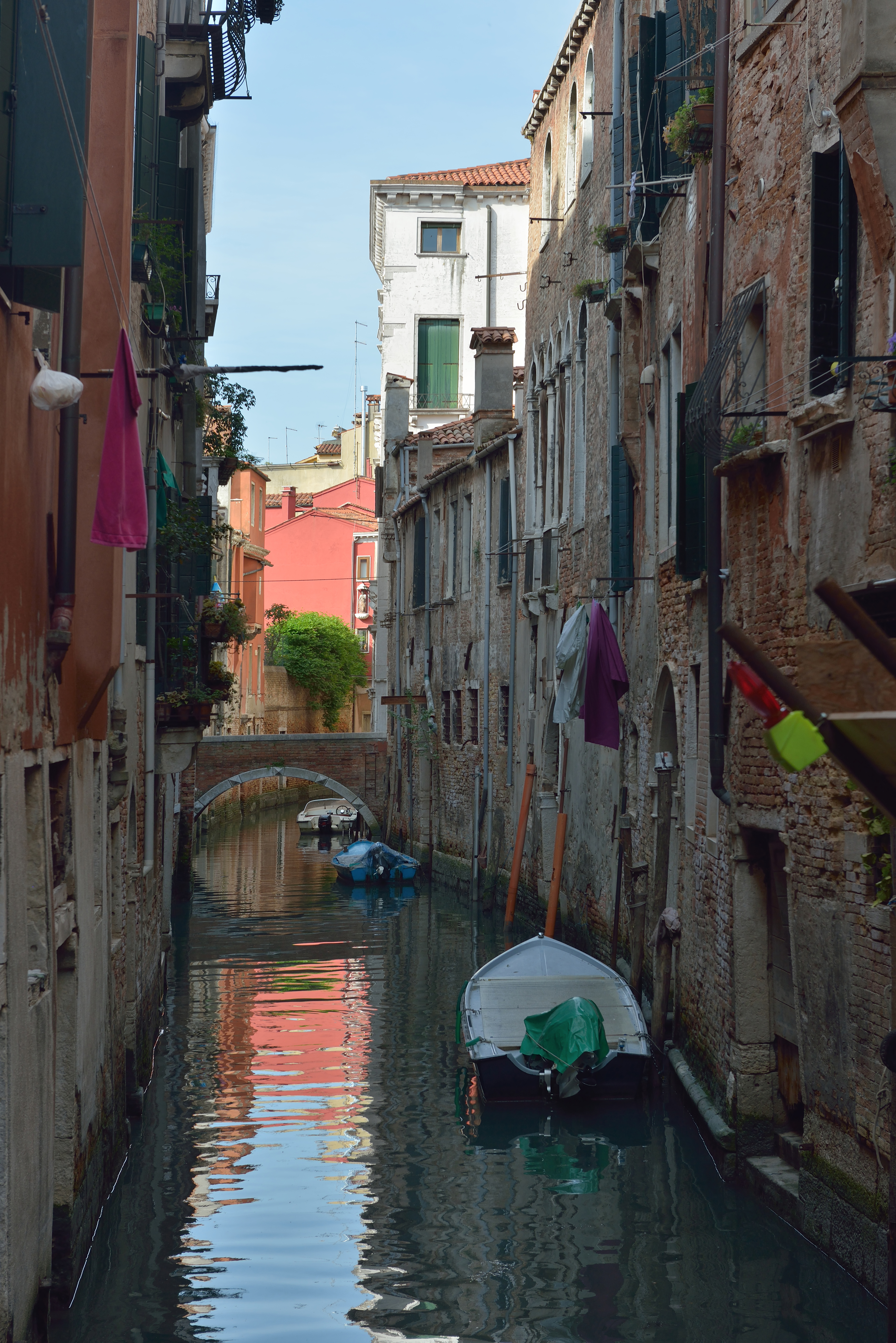
partie centrale du rio
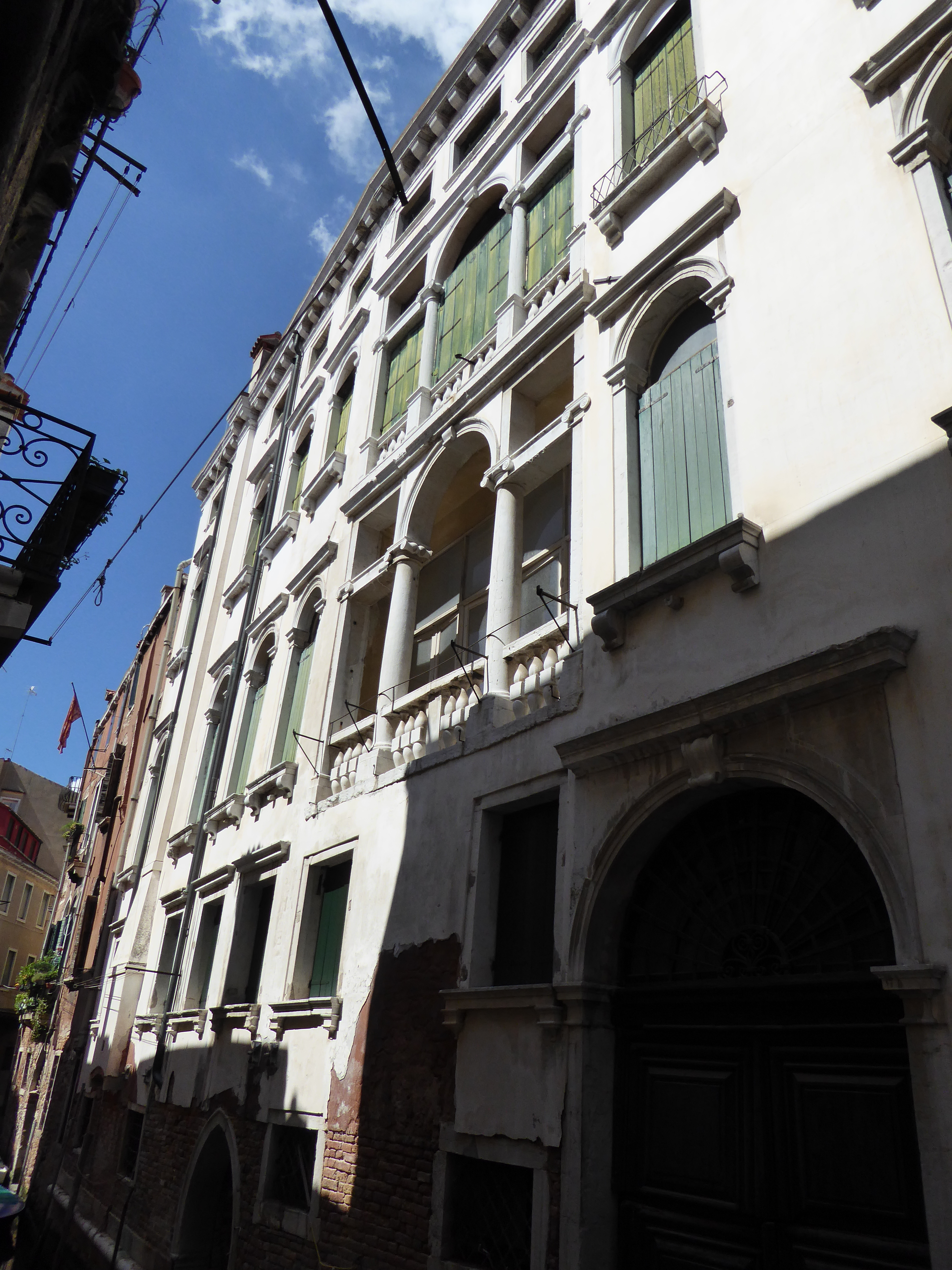
le palais Raspi
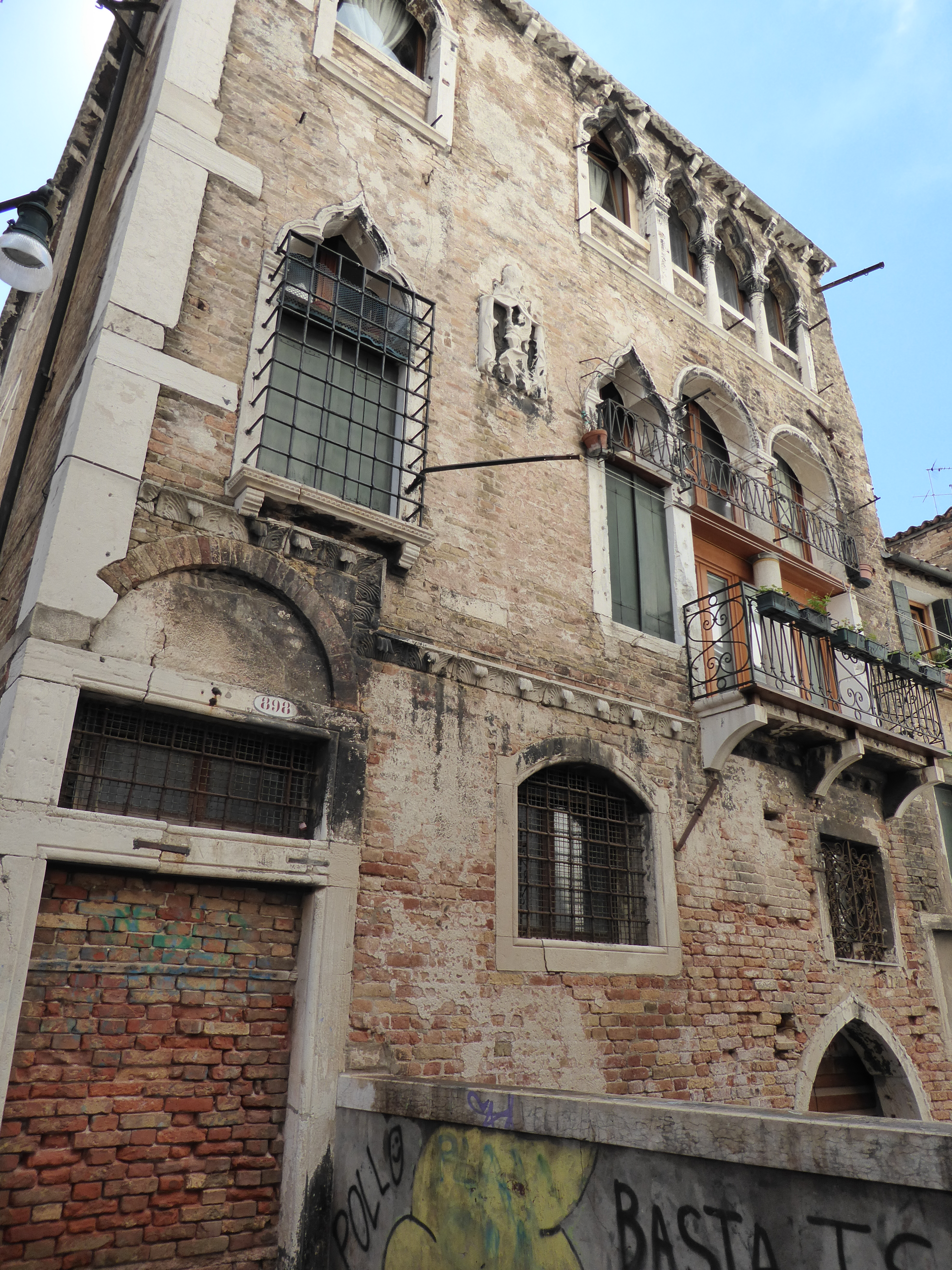
le palais Sansoni
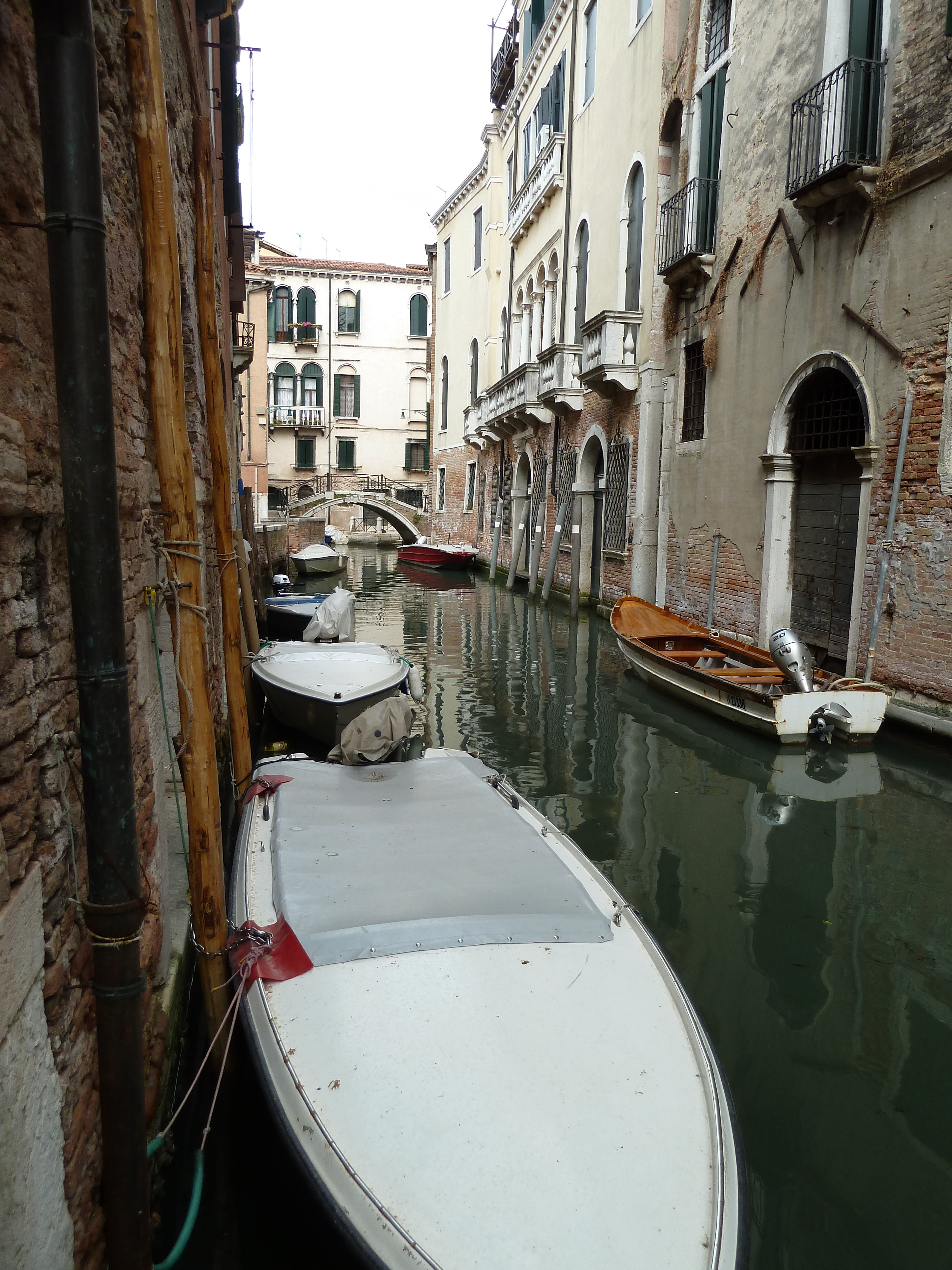
Le Ca' Rampani

## Ponts
Le rio est traversé par divers ponts (du sud au nord):

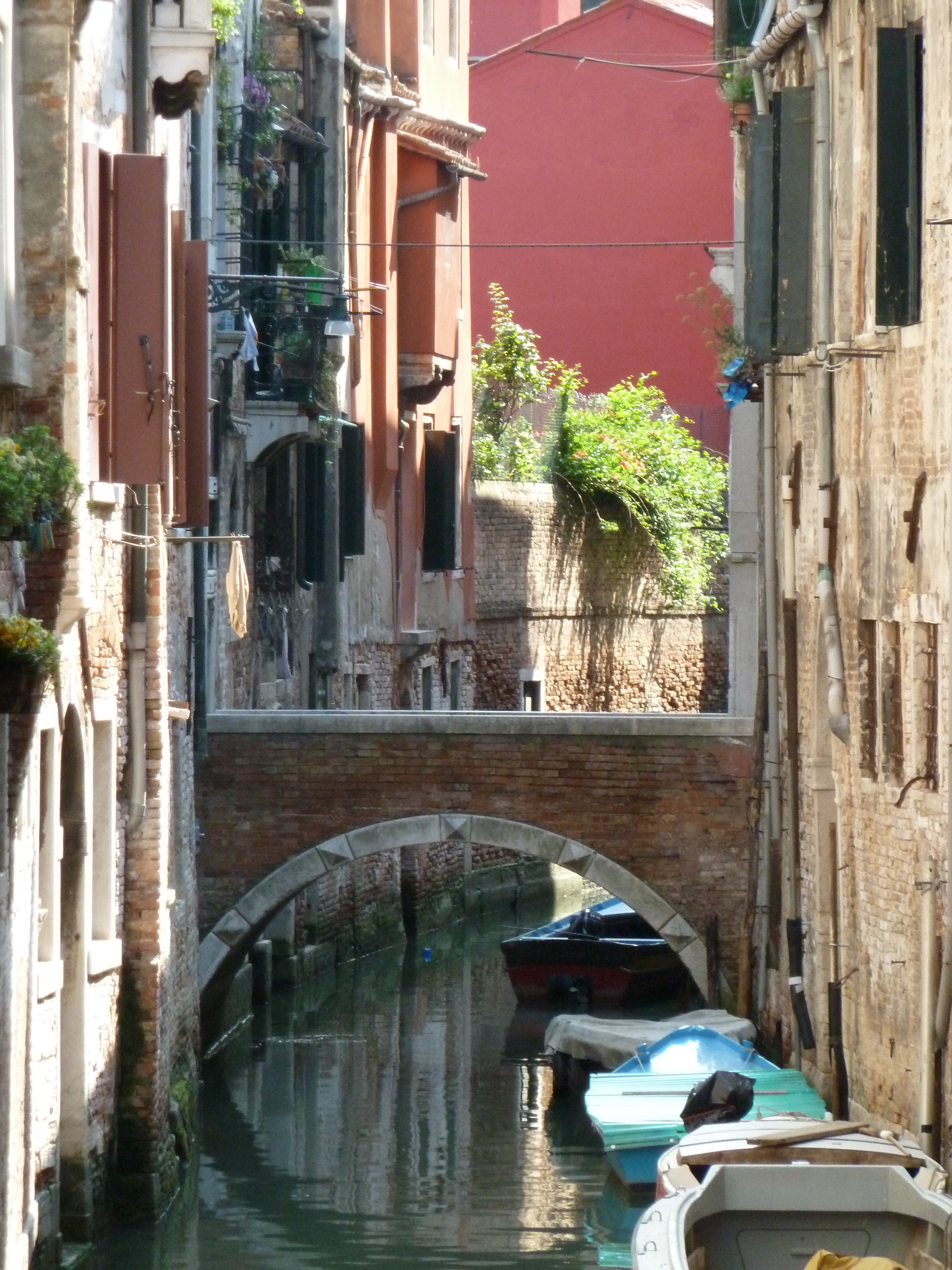
Ponte Raspi ou Sansoni[2] reliant campiello et calle éponymes
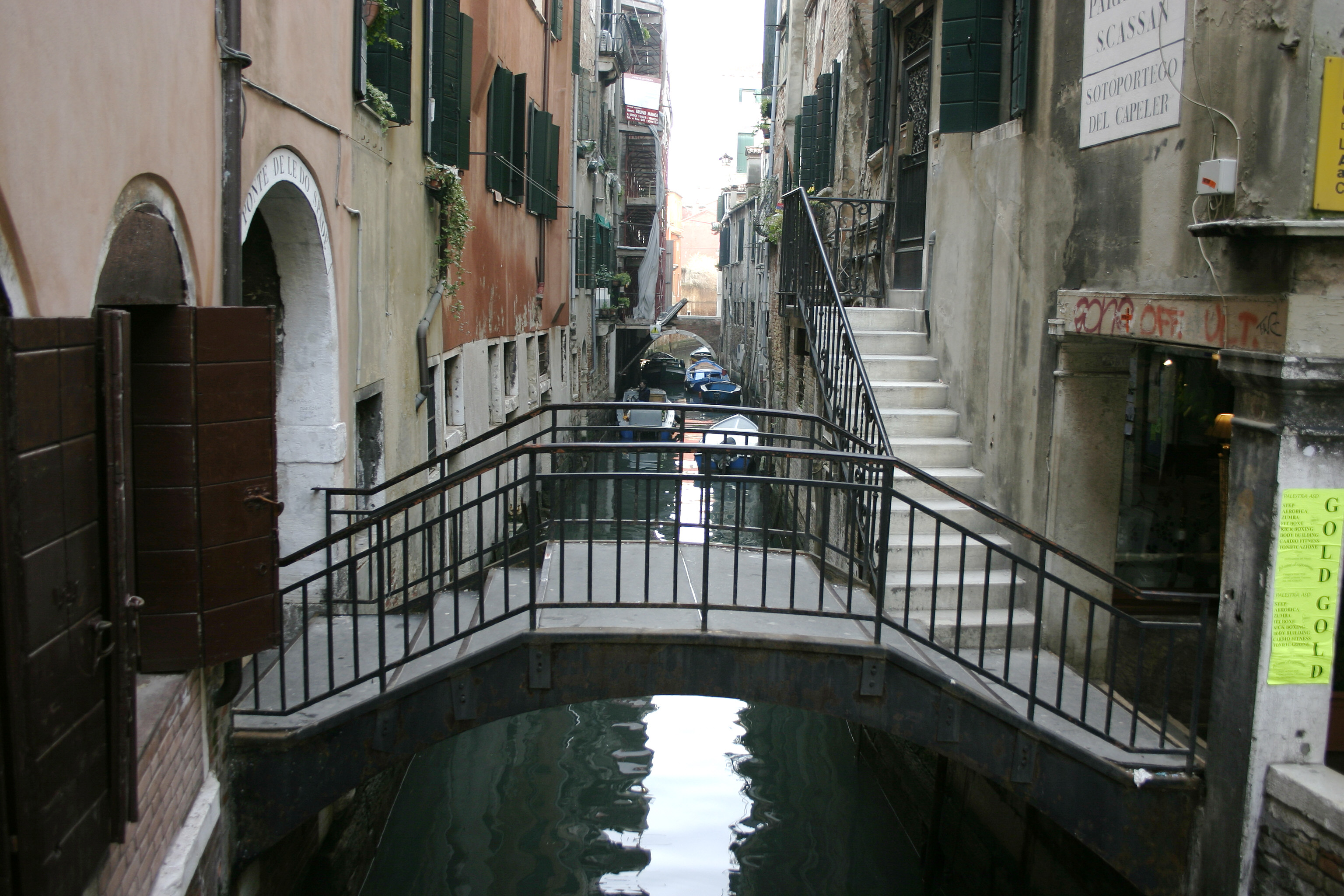
Ponte de le Do Spade[3] reliant Calle del Cappeller  et corte dei Pii
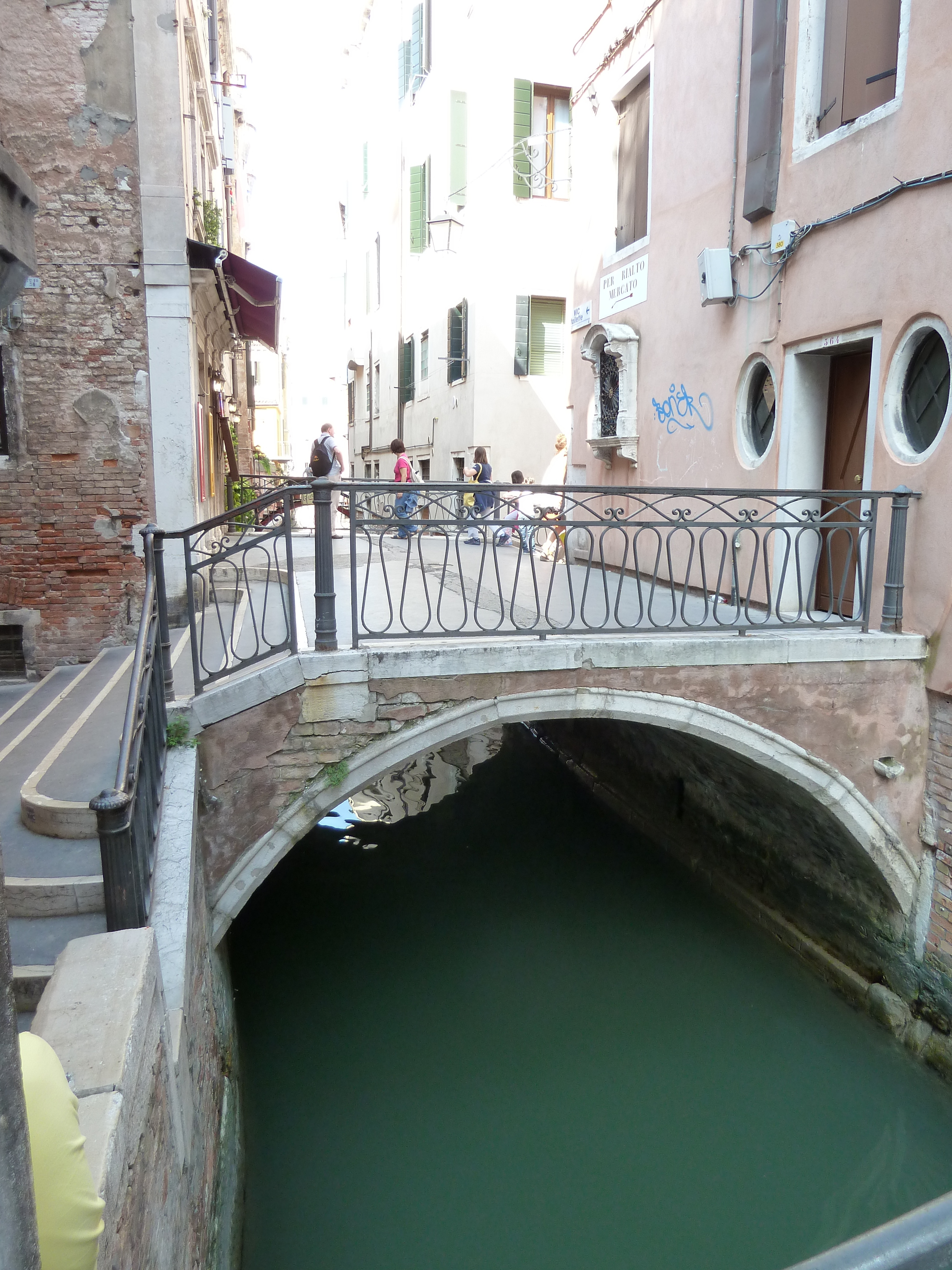
Ponte de le Becarie reliant calle et campo éponymes
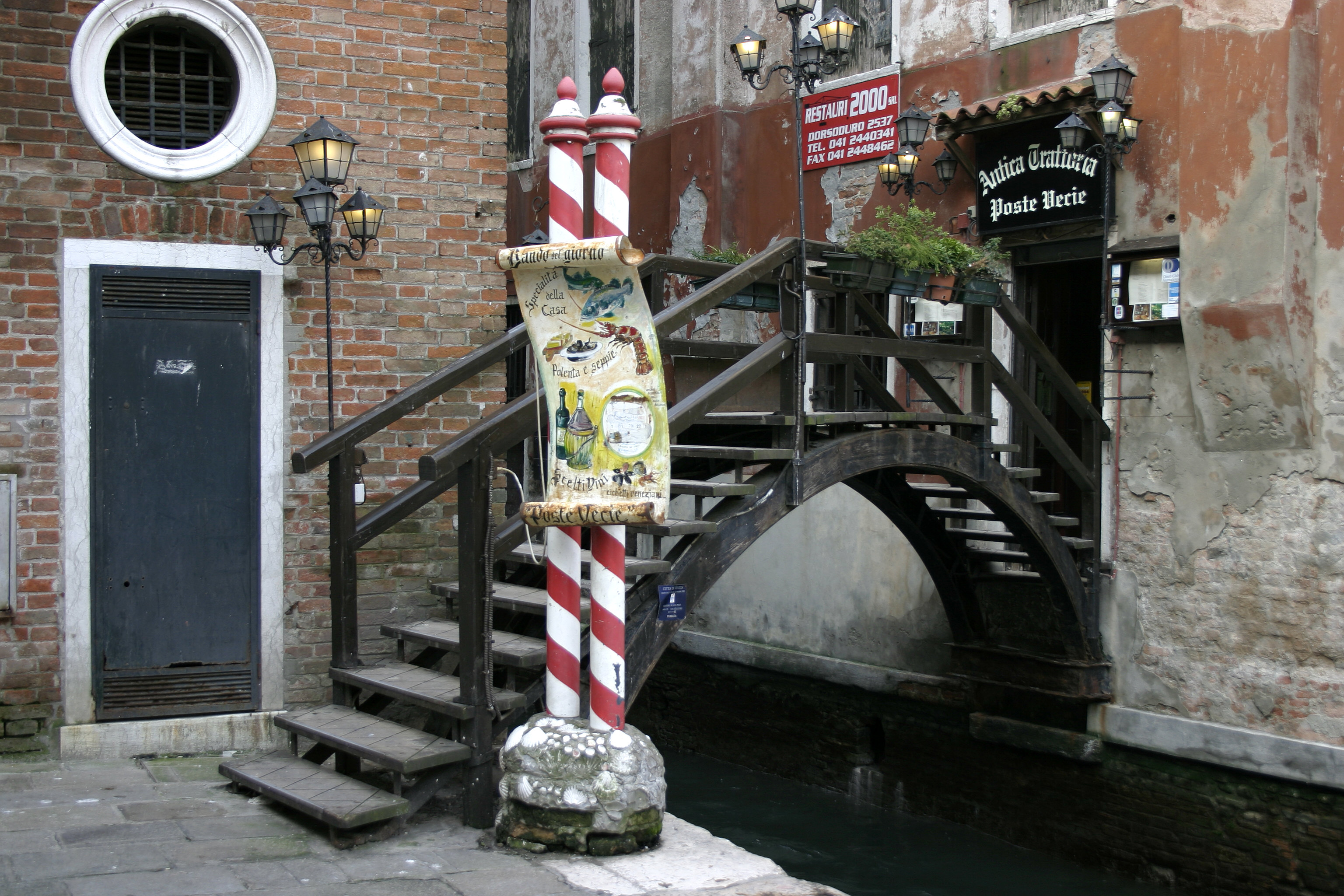
pont privé des poste Vecie
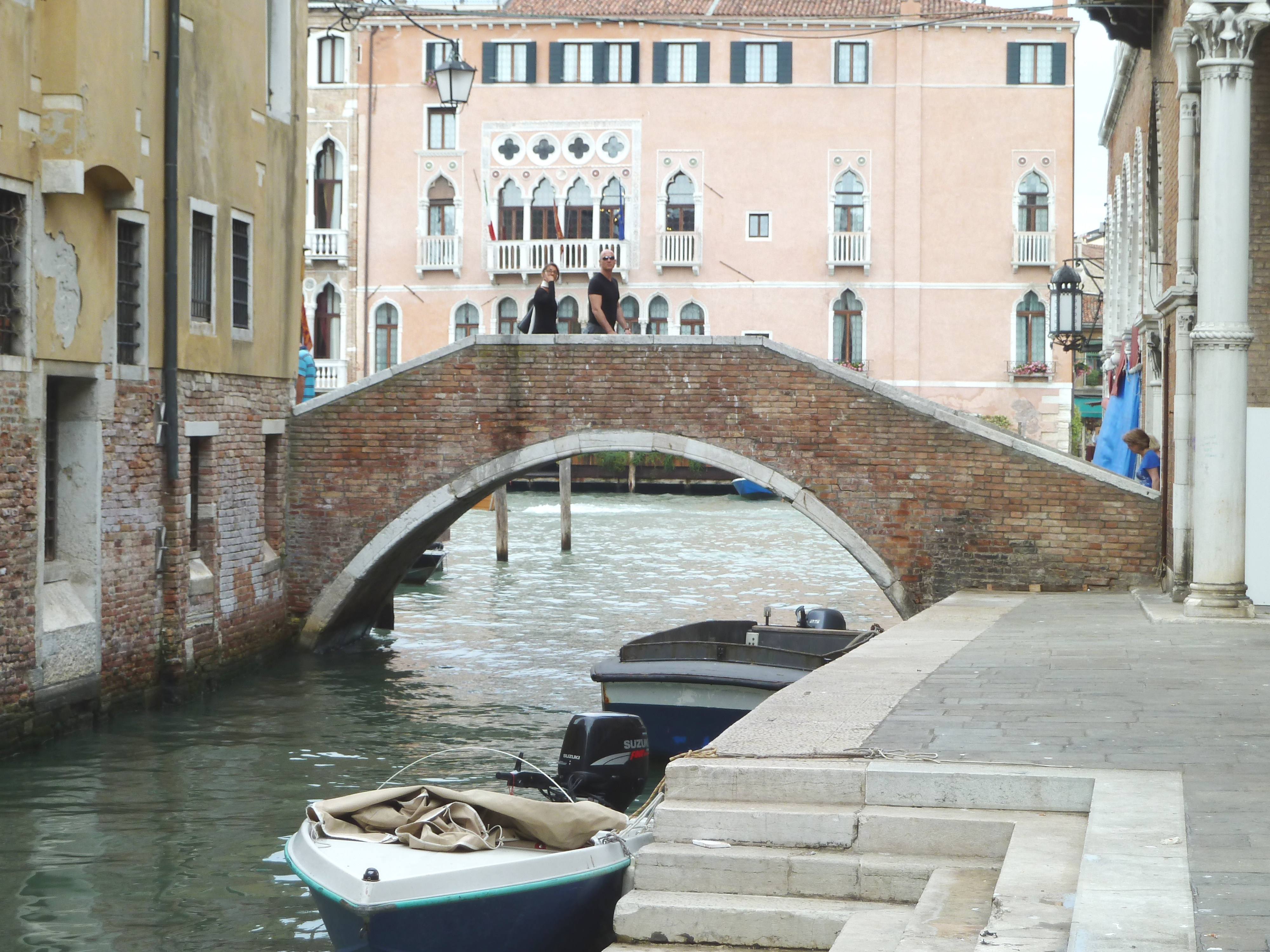
Ponte de la Pescaria reliant le campo éponyme à la fondamenta de l'Ogio